# Thomas Elsaesser

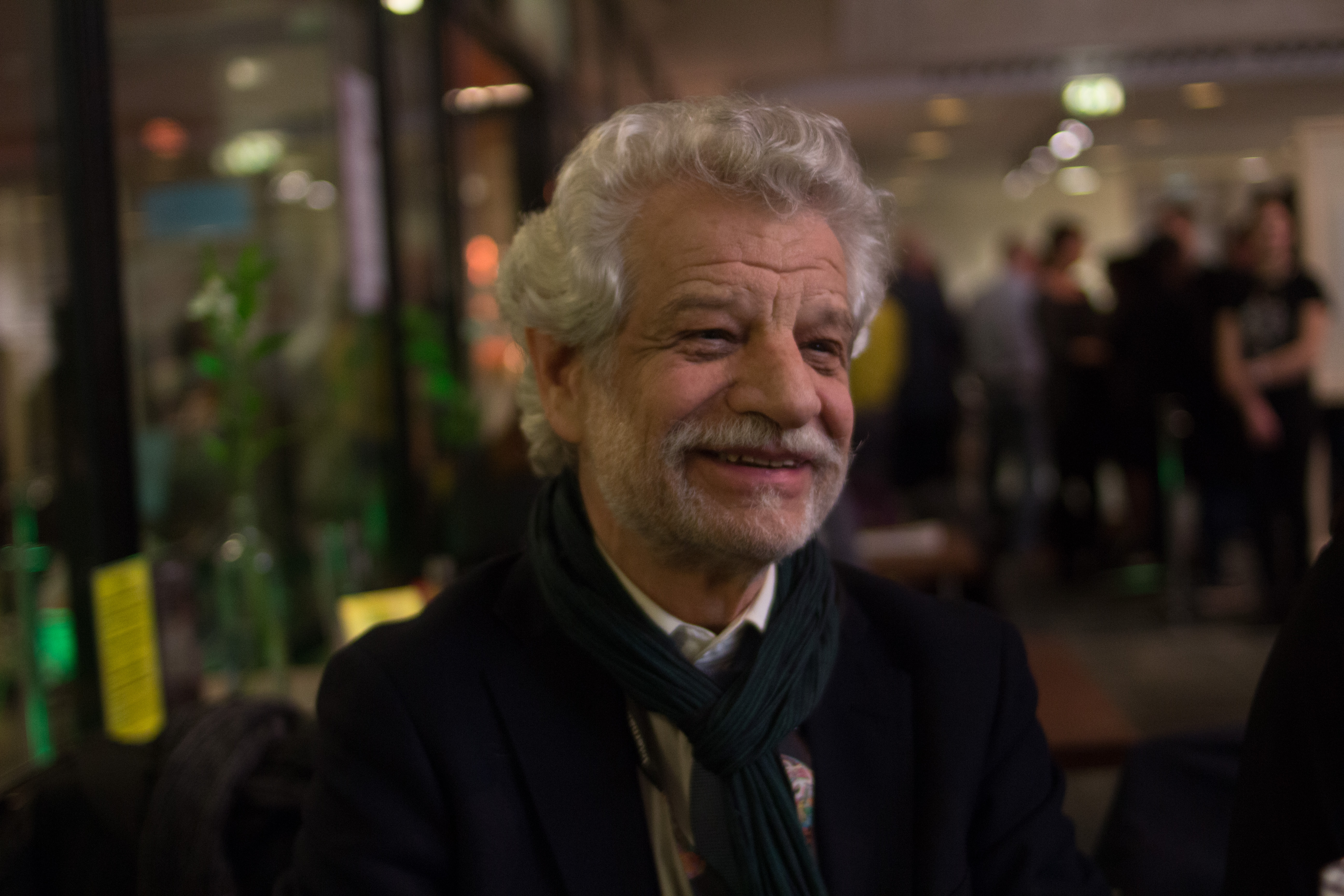
Thomas Elsaesser (2017)

Thomas Elsaesser (* 22. Juni 1943 in Berlin-Charlottenburg; † 4. Dezember 2019 in Peking) war ein deutscher Filmwissenschaftler, Regisseur und Professor für Film- und Fernsehwissenschaften an der Universität von Amsterdam. Er war der Enkel des Architekten Martin Elsaesser und der Bruder von Regine Elsässer. Elsaesser war ein wichtiger Vertreter der internationalen Filmwissenschaft, dessen Bücher und Essays zu Filmtheorie, Genretheorie, Hollywood, Filmgeschichte, Medienarchäologie und Neuen Medien, europäischem Autorenkino und Installationskunst in mehr als 20 Sprachen erschienen sind. Er war außerdem Regisseur und Drehbuchautor des Films Die Sonneninsel (2017) über ein ökologisches Experiment des Gartenarchitekten Leberecht Migge.

## Leben
Thomas Elsaesser wurde 1943 in Berlin geboren. Er verbrachte seine Kindheit in Oberfranken, zog aber 1951 mit seiner Familie nach Mannheim, wo er von 1955 bis 1962 ein neusprachliches Gymnasium besuchte und anschließend Anglistik und Germanistik an der Ruprecht Karls-Universität in Heidelberg studierte. 1963 zog Elsaesser nach Großbritannien, studierte Englische Literatur an der University of Sussex (1963–1966) und verbrachte ein Jahr an der Sorbonne in Paris (1967/68). 1971 promovierte er mit einer Arbeit über die Historiker der Französischen Revolution Jules Michelet und Thomas Carlyle in Comparative Literature an der University of Sussex.
1968 begann er an der University of Sussex eine Filmzeitschrift (Brighton Film Review) herauszugeben, die er ab 1971 unter dem Namen Monogram in London weiterführte und die ihn als Kritiker und Theoretiker des klassischen Hollywood Kinos und insbesondere des Melodrams international bekannt machte.
Von 1972 bis 1976 lehrte er Englische und Französische Literatur an der University of East Anglia. 1976 gründete er dort zusammen mit Charles Barr eines der ersten selbständigen Institute für Filmwissenschaft (Film Studies Department) in Großbritannien. Neben Seminaren zum frühen Kino, zu Hitchcock und Fritz Lang initiierte Elsaesser auch einen Lehrgang zum Kino der Weimarer Republik, den er zusammen mit seinem Kollegen W. G. Sebald unterrichtete.
1991 erhielt er einen Ruf an die Universität von Amsterdam. Dort gründete er das Department für Film- und Fernsehwissenschaften, dessen Leitung er bis 2000 innehatte. 1992 initiierte er ein internationales Magister- und Doktorandenprogramm, eine Buchreihe (Film Culture in Transition, erschienen bei Amsterdam University Press/Chicago University Press) und war Mitbegründer der Amsterdam School of Cultural Analysis (ASCA), einer Graduate Humanities School nach US-amerikanischem Vorbild.
Seit 1976 unterrichtete Elsaesser regelmäßig als Gastprofessor an US-amerikanischen Universitäten wie der University of Iowa, University of California (Los Angeles, San Diego, Berkeley, Irvine, Santa Barbara), New York University. Von 1993 bis 1999 war er Professor II an der Universität Bergen, Norwegen und 2005–2006 Inhaber des „Ingmar Bergman“-Lehrstuhls an der Universität Stockholm.
2006/2007 war er Leverhulme Professor an der University of Cambridge. Außerdem lehrte er mehrere Male als Gastprofessor an der Universität Hamburg, der Freien Universität Berlin und der Universität Wien. 2003 war er Fellow am IFK-Internationales Forschungszentrum Kulturwissenschaften Wien, 2004 Fellow am Sackler Institute der Universität Tel Aviv und 2007 „Overseas Fellow“ am Churchill College, Cambridge. Seit 2005 unterrichtet Elsaesser außerdem jährlich ein Semester an der Yale University als Gastprofessor.
Von 2000 bis 2005 leitete er in Amsterdam ein internationales Forschungsprojekt zu „Cinema Europe“, aus dem mehrere Buch-Publikationen zum Europäischen Film entstanden sind, so Studien zum Verhältnis Europa-Hollywood (European Cinema – Face to Face with Hollywood), zu Cinephilia (Cinephilia – Movies, Love and Memory), zur Europäischen Film-Avantgarde (Moving Forward Looking Back), Lars von Trier (Playing the Waves) und den europäischen Filmfestivals (Film Festivals – From European Geopolitics to Global Cinephilia).
In Deutschland bekannt wurde Elsaesser vor allem durch seine Studien zu fast allen Epochen der deutschen Filmgeschichte, vom frühen Film (Filmgeschichte und frühes Kino: Archäologie eines Medienwandels; Kino der Kaiserzeit), dem Film der Weimarer Republik (Das Weimarer Kino: aufgeklärt und doppelbödig) und Fritz Lang (Metroplis) bis zum Neuen Deutschen Film; sowie auch durch eine Monographie zu Rainer Werner Fassbinder, eine Studie zum Nachleben der Zeit des Nationalsozialismus im deutschen Film und einen Sammelband zu Harun Farocki.
Gemeinsam mit seiner Schwester Regine Elsässer gründete er im März 2009 die Martin-Elsaesser-Stiftung, welche dem Leben und Werk des Architekten Martin Elsaesser gewidmet ist, und bereitete eine Ausstellung über ihn vor. Thomas Elsaesser war Vorsitzender der Stiftung.
Unter dem Titel Die Sonneninsel ist im Jahr 2017 unter der Regie von Thomas Elsaesser ein Dokumentarfilm erschienen, der vor allem anhand von Amateurfilmaufnahmen seines Vaters, die dieser zwischen 1933 und 1950 mit seiner Kodak Doppel-8 gedreht hat, die Verflechtungen der Großeltern mit dem Landschaftsarchitekten Leberecht Migge erforscht und die Verbindungen der Familiengeschichte mit der Insel Dommelwall bei Berlin beleuchtet.
Thomas Elsaesser starb Anfang Dezember 2019 im Alter von 76 Jahren in Peking, wo er eine Gastprofessur innehatte.

## Auszeichnungen
Für sein Buch zum New German Cinema bekam Elsaesser 1990 sowohl den Jay Leyda Prize (New York University) als auch den Nancy Kovacs Singer Prize (Society for Cinema and Media Studies). Sein Weimar Cinema and After: Germany’s Historical Imaginary erhielt wiederum den Nancy Kovacs Singer Prize als bestes Filmbuch des Jahres 1998.
Im Jahre 2006 wurde Elsaesser mit dem königlichen Orden des Ridder in de Orde van de Nederlandse Leeuw ausgezeichnet. 2008 ehrte ihn die Society for Film and Media Studies in Philadelphia mit einer „Life Membership“.
Die Universität Udine (Italien) erkannte 2007 seinem Buch European Cinema Face to Face with Hollywood den Premio Limina-Carnica zu, der jährlich an das beste internationale Filmbuch vergeben wird.
Zu Elsaessers 60. Geburtstag publizierten deutsche Kollegen die Festschrift Die Spur durch den Spiegel. Eine weitere Festschrift erschien zu seinem 65. Geburtstag: Mind the Screen: Media Concepts According to Thomas Elsaesser. Ebenfalls 2008 wurde er zum Corresponding Fellow der British Academy gewählt.

## Schriften (in deutscher Sprache)
- Hollywood heute. Geschichte, Gender und Nation im postklassischen Kino. Bertz + Fischer, Berlin 2009, ISBN 978-3-86505-301-5[11]
- Terror und Trauma. Zur Gewalt des Vergangenen in der BRD. Kadmos, Berlin 2007, ISBN 3-931659-83-6.
- Das Weimarer Kino – aufgeklärt und doppelbödig. Vorwerk 8, Berlin 1999, ISBN 3-930916-24-X.
- Der Neue Deutsche Film. Heyne, München 1994, ISBN 3-453-08123-4.
- Metropolis. Der Filmklassiker von Fritz Lang. Europa, Hamburg 2001, ISBN 3-203-84118-5[12]
- Filmgeschichte und frühes Kino. Archäologie eines Medienwandels. Edition Text und Kritik, München 2002, ISBN 3-88377-696-3.
- Rainer Werner Fassbinder. Bertz und Fischer, Berlin 2001, ISBN 3-929470-79-9.
- mit Malte Hagener: Filmtheorie zur Einführung. Junius, Hamburg 2008, ISBN 3-88506-621-1.
- mit Michael Wedel: Körper, Tod und Technik: Metamorphosen des Kriegsfilms. Wallstein 2016, ISBN 978-3-8353-9028-7[13][14][15][16]
- „Wie ein hochmögender Gebieter in Adams Kostüm“: der späte Migge und die Anfänge der „Sonneninsel“. In: Die Gartenkunst 31 (2/2019), S. 315–326.